# Právník
Právník je odborný znalec práva, jde o označení osoby, která získala vysokoškolské právnické vzdělání. Nejčastěji to bývá absolvent právnické fakulty, magisterského studijního programu Právo a právní věda. Existují i bakalářské studijní programy a obory věnující se studiu práva (Aplikované právo, Veřejná správa apod.), které ovšem nepředstavují zcela plnohodnotné právnické vzdělání, jelikož jejich absolvování nezakládá kvalifikaci k výkonu klasických právnických profesí (např. advokát, státní zástupce, soudce atp.), ale pouze některých (např. vyšší soudní úředník atp.).
Patronem právníků je sv. Ivo.

## Doktor práv
Právník, který už získal akademický titul magistr (Mgr.), může poté získat akademický titul doktora práv (JUDr.). K tomu musí absolvovat rigorózní řízení, v němž je povinen pouze obhájit písemnou rigorózní práci a podrobit se ústní zkoušce ze zvoleného právního oboru. Je nutné uvést, že titul doktora práv není výsledkem doktorského studia (Ph.D. – doktor, 8 v ISCED), ale jedná se stále o magisterskou úroveň (7 v ISCED) vysokoškolského vzdělání, a proto je právník s titulem magistra (Mgr.) s právníkem s titulem doktora práv (JUDr.) vzděláním i kompetencemi rovnocenný.

### Neprávnický titul doktora práv
V období komunistického režimu v Československu byl titul doktora práv (JUDr.) znehodnocen tím, že byl udílen rovněž absolventům Vysoké školy SNB, ač neabsolvovali řádné univerzitní právnické studium. Takto udělené tituly nebyly po roce 1989 jejich nositelům odebrány a tito je tedy mohou i v současnosti dále užívat, ačkoli např. Česká advokátní komora je za právnické vzdělání, potřebné pro výkon povolání advokáta, neuznává. Takový přístup, kdy je nutno pro možnost výkonu profese advokáta absolvovat skutečnou právnickou fakultu, pak jako správný potvrdil i Ústavní soud. Stejné stanovisko ve vztahu vůči absolventům Policejní akademie zastává ve své judikatuře také Nejvyšší soud. V současné době již Policejní akademie ČR v rigorózním řízení titul doktora práv (JUDr.) neuděluje (v rámci rigoróza uděluje titul doktor filozofie – PhDr.).

## Právnické profese a další uplatnění
Magisterské vzdělání (Mgr. či JUDr.) ve studijním programu Právo a právní věda je základním předpokladem pro výkon klasických právnických profesí, v České republice jimi jsou:
- soudce
- advokát
- státní zástupce
- notář
- soudní exekutor

Uplatnění jako právník je však možné najít i u policie, v různých správních, krajských nebo obecních úřadech nebo u zejména větších podnikatelů (v tomto případě jde o tzv. podnikového právníka).
Právníky jsou ale také osoby, které se na výkon klasického právnického povolání teprve připravují, jako je tomu u advokátního, notářského nebo exekutorského koncipienta či justičního kandidáta nebo právního čekatele, případně jsou zde odbornými asistenty, jako je např. asistent soudce.
Bakalářské vzdělání z oblasti práva postačuje pro výkon pouze některých právnických profesí, typicky se jedná o vyšší justiční úředníky (vyšší soudní úředníky, vyšší úředníky státních zastupitelství) atp. Doktorské vzdělání (Ph.D.) pak bývá většinou spjato též s určitou akademickou činností dotyčného právníka, např. s výzkumem či výukou. V rámci nostrifikace lze případně též uznat studium na zahraniční vysoké škole v odpovídající oblasti (kupř. se může jednat o studium práva zakončené titulem ve zkratce LL.M. atp.).